# Bobry (powiat olsztyński)
 Bobry – osada leśna na Warmii w Polsce, położona w województwie warmińsko-mazurskim, w powiecie olsztyńskim, w gminie Jonkowo. Osada Bobry wchodzi w skład sołectwa Szałstry. W latach 1975–1998 miejscowość administracyjnie należała do województwa olsztyńskiego.